# Seznam medailistek na mistrovství světa ve skocích do vody
Toto je seznam medailistek ve skocích do vody na mistrovství světa kterou pořádá Mezinárodní plavecká federace.

## 1 m prkno
| Rok     | Zlato                    | Zlato  | Stříbro                  | Stříbro | Bronz                    | Bronz  |
| ------- | ------------------------ | ------ | ------------------------ | ------- | ------------------------ | ------ |
| MS 1991 | Kao Min (CHN)            | 478,26 | Wendy Lucerová (USA)     | 467,82  | Heidemarie Bártová (TCH) | 449,76 |
| MS 1994 | Čchen Li-sia (CHN)       | 279,30 | Tchan Šu-pching (CHN)    | 276,00  | Annie Pelletierová (CAN) | 273,84 |
| MS 1998 | Irina Lašková (RUS)      | 296,07 | Vera Iljinová (RUS)      | 288,06  | Čang Ťing (CHN)          | 260,31 |
| MS 2001 | Blythe Hartleyová (CAN)  | 300,81 | Wu Min-sia (CHN)         | 297,57  | Čang Ťing (CHN)          | 294,15 |
| MS 2003 | Irina Lašková (AUS)      | 299,97 | Conny Schmalfußová (GER) | 296,13  | Blythe Hartleyová (CAN)  | 291,33 |
| MS 2005 | Blythe Hartleyová (CAN)  | 325,65 | Wu Min-sia (CHN)         | 299,70  | Heike Fischerová (GER)   | 299,46 |
| MS 2007 | Che C' (CHN)             | 316,65 | Blythe Hartleyová (CAN)  | 311,20  | Julija Pachalinová (RUS) | 304,60 |
| MS 2009 | Julija Pachalinová (RUS) | 325,05 | Wu Min-sia (CHN)         | 311,90  | Wang Chan (CHN)          | 303,95 |
| MS 2011 | Š' Tching-mao (CHN)      | 318,65 | Wang Chan (CHN)          | 310,20  | Tania Cagnottová (ITA)   | 295,45 |
| MS 2013 | Che C' (CHN)             | 307,10 | Tania Cagnottová (ITA)   | 307,00  | Wang Chan (CHN)          | 297,75 |
| MS 2015 | Tania Cagnottová (ITA)   | 310,85 | Š' Tching-mao (CHN)      | 309,20  | Che C' (CHN)             | 300,30 |
| MS 2017 | Maddison Keeneyová (AUS) | 314,95 | Naděžda Bažinová (RUS)   | 304,70  | Elena Bertocchiová (ITA) | 296,40 |
| MS 2019 | Čchen I-wen (CHN)        | 285,45 | Sarah Baconová (USA)     | 262,00  | Kim Su-či (KOR)          | 257,20 |
| MS 2022 | Li Ja-ťie (CHN)          | 300,85 | Sarah Baconová (USA)     | 276,65  | Mia Valléeová (CAN)      | 276,60 |
| MS 2023 | Lin Šan (CHN)            | 318,60 | Li Ja-ťie (CHN)          | 306,35  | Aranza Vázquezová (MEX)  | 285,05 |
| MS 2024 | Alysha Koloiová (AUS)    | 260,50 | Grace Reidová (GBR)      | 257,25  | Maha Eissaová (EGY)      | 257,15 |

## 3 m prkno
| Rok     | Zlato                    | Zlato  | Stříbro                    | Stříbro | Bronz                      | Bronz  |
| ------- | ------------------------ | ------ | -------------------------- | ------- | -------------------------- | ------ |
| MS 1973 | Christa Köhlerová (GDR)  | 442,17 | Ulrika Knapeová (SWE)      | 434,19  | Marina Janickeová (GDR)    | 426,33 |
| MS 1975 | Irina Kalininová (URS)   | 489,91 | Teťjana Volynkinová (URS)  | 473,37  | Christine Loocková (USA)   | 466,92 |
| MS 1978 | Irina Kalininová (URS)   | 691,43 | Cynthia Potterová (USA)    | 643,22  | Jennifer Chandlerová (USA) | 637,41 |
| MS 1982 | Megan Neyerová (USA)     | 501,03 | Christina Seufertová (USA) | 490,02  | Pcheng Jüan-čchun (CHN)    | 482,10 |
| MS 1986 | Kao Min (CHN)            | 582,90 | Li I-chua (CHN)            | 549,42  | Marina Babkovová (URS)     | 525,21 |
| MS 1991 | Kao Min (CHN)            | 539,01 | Irina Lašková (URS)        | 524,70  | Brita Baldusová (GER)      | 503,73 |
| MS 1994 | Tchan Šu-pching (CHN)    | 548,49 | Vera Iljinová (RUS)        | 496,60  | Claudia Bocknerová (GER)   | 480,15 |
| MS 1998 | Julija Pachalinová (RUS) | 544,62 | Kuo Ťing-ťing (CHN)        | 518,76  | Chantelle Michellová (AUS) | 515,07 |
| MS 2001 | Kuo Ťing-ťing (CHN)      | 596,67 | Irina Lašková (AUS)        | 552,39  | Julija Pachalinová (RUS)   | 543,54 |
| MS 2003 | Kuo Ťing-ťing (CHN)      | 617,94 | Julija Pachalinová (RUS)   | 611,58  | Wu Min-sia (CHN)           | 589,80 |
| MS 2005 | Kuo Ťing-ťing (CHN)      | 645,54 | Wu Min-sia (CHN)           | 619,05  | Tania Cagnottová (ITA)     | 591,27 |
| MS 2007 | Kuo Ťing-ťing (CHN)      | 381,75 | Wu Min-sia (CHN)           | 368,80  | Tania Cagnottová (ITA)     | 341,70 |
| MS 2009 | Kuo Ťing-ťing (CHN)      | 388,20 | Émilie Heymansová (CAN)    | 346,45  | Tania Cagnottová (ITA)     | 341,25 |
| MS 2011 | Wu Min-sia (CHN)         | 380,85 | Che C' (CHN)               | 379,15  | Jennifer Abelová (CAN)     | 365,10 |
| MS 2013 | Che C' (CHN)             | 383,40 | Wang Chan (CHN)            | 356,25  | Pamela Wareová (CAN)       | 350,25 |
| MS 2015 | Š' Tching-mao (CHN)      | 383,55 | Che C' (CHN)               | 377,45  | Tania Cagnottová (ITA)     | 356,15 |
| MS 2017 | Š' Tching-mao (CHN)      | 383,50 | Wang Chan (CHN)            | 359,40  | Jennifer Abelová (CAN)     | 351,55 |
| MS 2019 | Š' Tching-mao (CHN)      | 391,00 | Wang Chan (CHN)            | 372,85  | Maddison Keeneyová (AUS)   | 367,05 |
| MS 2022 | Čchen I-wen (CHN)        | 366,90 | Mia Valléeová (CAN)        | 329,00  | Čchang Ja-ni (CHN)         | 325,85 |
| MS 2023 | Čchen I-wen (CHN)        | 359,50 | Čchang Ja-ni (CHN)         | 341,50  | Pamela Wareová (CAN)       | 332,00 |
| MS 2024 | Čchang Ja-ni (CHN)       | 354,75 | Čchen I-wen (CHN)          | 336,60  | Kim Su-ji (KOR)            | 311,25 |

## 10 m věž
| Rok     | Zlato                    | Zlato  | Stříbro                  | Stříbro | Bronz                           | Bronz  |
| ------- | ------------------------ | ------ | ------------------------ | ------- | ------------------------------- | ------ |
| MS 1973 | Ulrika Knapeová (SWE)    | 406,77 | Milena Duchková (TCH)    | 387,18  | Irina Kalininová (URS)          | 381,42 |
| MS 1975 | Janet Elyová (USA)       | 403,89 | Irina Kalininová (URS)   | 387,99  | Ulrika Knapeová (SWE)           | 387,90 |
| MS 1978 | Irina Kalininová (URS)   | 412,71 | Martina Jäschkeová (GDR) | 384,09  | Melissa Brileyová (USA)         | 364,74 |
| MS 1982 | Wendy Wylandová (USA)    | 438,78 | Ramona Wenzelová (GDR)   | 417,99  | Čou Ťi-chung (CHN)              | 399,78 |
| MS 1986 | Čchen Lin (CHN)          | 449,57 | Lu Wej (CHN)             | 422,25  | Wendy Wylandová (USA)           | 412,47 |
| MS 1991 | Fu Ming-sia (CHN)        | 426,51 | Jelena Mirošinová (URS)  | 402,87  | Wendy-Lian Williamsová (USA)    | 400,23 |
| MS 1994 | Fu Ming-sia (CHN)        | 434,04 | Čch' Pin (CHN)           | 420,24  | María-José Alcaláová (MEX)      | 396,48 |
| MS 1998 | Olena Župinová (UKR)     | 550,41 | Cchaj Jü-jen (CHN)       | 536,25  | Li Čchen (CHN)                  | 519,45 |
| MS 2001 | Sü Mien (CHN)            | 532,65 | Tuan Čching (CHN)        | 522,54  | Loudy Tourkyová (AUS)           | 511,50 |
| MS 2003 | Émilie Heymansová (CAN)  | 597,45 | Lao Li-š' (CHN)          | 595,56  | Li Nao (CHN)                    | 563,43 |
| MS 2005 | Laura Wilkinsonová (USA) | 564,87 | Loudy Tourkyová (AUS)    | 551,25  | Ťia Tchung (CHN)                | 550,98 |
| MS 2007 | Wang Sin (CHN)           | 432,85 | Čchen Žuo-lin (CHN)      | 410,30  | Christin Steuerová (GER)        | 386,85 |
| MS 2009 | Paola Espinosaová (MEX)  | 428,25 | Čchen Žuo-lin (CHN)      | 417,60  | Li Kchang (CHN)                 | 410,35 |
| MS 2011 | Čchen Žuo-lin (CHN)      | 405,30 | Chu Ja-tan (CHN)         | 394,00  | Paola Espinosaová (MEX)         | 377,15 |
| MS 2013 | S' Ja-ťie (CHN)          | 392,15 | Čchen Žuo-lin (CHN)      | 388,70  | Julija Prokopčuková (UKR)       | 354,40 |
| MS 2015 | Kim Kuk-hjang (PRK)      | 397,05 | Žen Čchien (CHN)         | 388,00  | Pandelela Rinongová (MAS)       | 385,05 |
| MS 2017 | Čang Ťün-chung (MAS)     | 397,50 | S' Ja-ťie (CHN)          | 396,00  | Žen Čchien (CHN)                | 391,95 |
| MS 2019 | Čchen Jü-si (CHN)        | 439,00 | Lu Wej (CHN)             | 377,80  | Delaney Schnellová (USA)        | 364,20 |
| MS 2022 | Čchen Jü-si (CHN)        | 417,25 | Čchüan Chung-čchan (CHN) | 416,95  | Pandelela Rinongová (MAS)       | 338,85 |
| MS 2023 | Čchen Jü-si (CHN)        | 457,85 | Čchüan Chung-čchan (CHN) | 445,60  | Caeli McKayová (CAN)            | 340,25 |
| MS 2024 | Quan Hongchan (CHN)      | 436,25 | Chen Yuxi (CHN)          | 427,80  | Andrea Spendolini-Sirieix (GBR) | 377,10 |

## Synchronizované skoky – 3 m prkno
| Rok     | Zlato                                     | Zlato  | Stříbro                                                          | Stříbro | Bronz                                                        | Bronz  |
| ------- | ----------------------------------------- | ------ | ---------------------------------------------------------------- | ------- | ------------------------------------------------------------ | ------ |
| MS 1998 | Rusko (Irina Lašková, Julija Pachalinová) | 282,30 | Čína (Žao Lang, Li Čchen)                                        | 276,18  | USA (Kathryn Peseková, Tracy Bonnerová)                      | 263,91 |
| MS 2001 | Čína (Wu Min-sia, Kuo Ťing-ťing)          | 347,31 | Rusko (Julija Pachalinová, Vera Iljinová)                        | 320,61  | Německo (Ditte Kotzianová, Conny Schmalfußová)               | 303,03 |
| MS 2003 | Čína (Wu Min-sia, Kuo Ťing-ťing)          | 357,30 | Rusko (Julija Pachalinová, Vera Iljinová)                        | 321,24  | Mexiko (Paola Espinosaová, Laura Sánchezová)                 | 299,64 |
| MS 2005 | Čína (Li Tching, Kuo Ťing-ťing)           | 349,80 | Německo (Ditte Kotzianová, Conny Schmalfußová)                   | 319,05  | Ukrajina (Olena Fedorovová, Christina Iščenková)             | 308,82 |
| MS 2007 | Čína (Wu Min-sia, Kuo Ťing-ťing)          | 355,80 | Německo (Ditte Kotzianová, Heike Fischerová)                     | 318,45  | Austrálie (Sharleen Strattonová, Briony Coleová)             | 313,14 |
| MS 2009 | Čína (Kuo Ťing-ťing, Wu Min-sia)          | 348,00 | Itálie (Tania Cagnottová, Francesca Dallapèová)                  | 329,70  | Rusko (Julija Pachalinová, Anastasija Pozdňakovová)          | 310,80 |
| MS 2011 | Čína (Wu Min-sia, Che C')                 | 356,40 | Kanada (Émilie Heymansová, Jennifer Abelová)                     | 313,50  | Austrálie (Anabelle Smithová, Sharleen Strattonová)          | 306,90 |
| MS 2013 | Čína (Wu Min-sia, Š' Tching-mao)          | 338,40 | Itálie (Tania Cagnottová, Francesca Dallapèová)                  | 307,80  | Kanada (Jennifer Abelová, Pamela Wareová)                    | 292,08 |
| MS 2015 | Čína (Š' Tching-mao, Wu Min-sia)          | 351,30 | Kanada (Jennifer Abelová, Pamela Wareová)                        | 319,47  | Austrálie (Samantha Millsová, Esther Qinová)                 | 304,20 |
| MS 2017 | Čína (Čchang Ja-ni, Š' Tching-mao)        | 333,30 | Kanada (Jennifer Abelová, Mélissa Citriniová-Beaulieuová)        | 323,43  | Rusko (Kristina Ilinychová, Naděžda Bažinová)                | 312,60 |
| MS 2019 | Čína (Š' Tching-mao, Wang Chan)           | 342,00 | Kanada (Jennifer Abelová, Mélissa Citriniová-Beaulieuová)        | 311,10  | Mexiko (Paola Espinosaová, Melany Hernándezová)              | 294,90 |
| MS 2022 | Čína (Čchang Ja-ni, Čchen I-wen)          | 343,14 | Japonsko (Rin Kanetová, Sajaka Mikamiová)                        | 303,00  | Austrálie (Maddison Keeneyová, Anabelle Smithová)            | 294,12 |
| MS 2023 | Čína (Čchang Ja-ni, Čchen I-wen)          | 341,94 | Spojené království (Yasmin Harperová, Scarlett Mewová-Jensenová) | 296,58  | Itálie (Elena Bertocchiová, Chiara Pellacaniová)             | 285,99 |
| MS 2024 | Čína (Chang Yani Chen Yiwen)              | 323,43 | Austrálie (Maddison Keeneyová Anabelle Smithová)                 | 300,45  | Spojené království (Jasmin Harperová Scarlett Mew Jensenová) | 281,70 |

## Synchronizované skoky – 10 m věž
| Rok     | Zlato                                         | Zlato  | Stříbro                                                               | Stříbro | Bronz                                                           | Bronz  |
| ------- | --------------------------------------------- | ------ | --------------------------------------------------------------------- | ------- | --------------------------------------------------------------- | ------ |
| MS 1998 | Ukrajina (Olena Župinová, Svitlana Serbinová) | 278,28 | Čína (Čchen Li-sia, Cchaj Jü-jen)                                     | 276,54  | USA (Kristin Linková, Lindsay Longová)                          | 265,47 |
| MS 2001 | Čína (Tuan Čching, Sang Süe)                  | 329,94 | Rusko (Jevgenija Olševská, Svetlana Timošininová)                     | 306,90  | Japonsko (Takiri Mijazakiová, Emi Ocukiová)                     | 297,00 |
| MS 2003 | Čína (Lao Li-š', Li Tching)                   | 344,58 | Austrálie (Loudy Tourkyová, Lynda Dackiwová)                          | 323,34  | Rusko (Jevgenija Olševská, Svetlana Timošininová)               | 300,12 |
| MS 2005 | Čína (Ťia Tchung, Jüan Pchej-lin)             | 351,60 | Austrálie (Loudy Tourkyová, Chantelle Newberyová)                     | 334,89  | Kanada (Roseline Filionová, Meaghan Benfeitová)                 | 328,80 |
| MS 2007 | Čína (Ťia Tchung, Čchen Žuo-lin)              | 361,32 | Austrálie (Briony Coleová, Melissa Wuová)                             | 324,00  | Německo (Annett Gammová, Nora Subschinská)                      | 306,63 |
| MS 2009 | Čína (Čchen Žuo-lin, Wang Sin)                | 369,18 | USA (Marybeth Dunnichayová, Haley Ishimatsuová)                       | 324,66  | Malajsie (Liang Min-jü, Pandelela Rinongová)                    | 321,66 |
| MS 2011 | Čína (Wang Chao, Čchen Žuo-lin)               | 362,58 | Austrálie (Alexandra Croaková, Melissa Wuová)                         | 325,92  | Německo (Christin Steuerová, Nora Subschinská)                  | 316,29 |
| MS 2013 | Čína (Liou Chuej-sia, Čchen Žuo-lin)          | 356,28 | Kanada (Meaghan Benfeitová, Roseline Filionová)                       | 331,41  | Malajsie (Pandelela Rinongová, Liang Min-jü)                    | 331,14 |
| MS 2015 | Čína (Čchen Žuo-lin, Liou Chuej-sia)          | 359,52 | Kanada (Meaghan Benfeitová, Roseline Filionová)                       | 339,99  | Severní Korea (Kim Kuk-hjang, Song Nam-hjang)                   | 325,26 |
| MS 2017 | Čína (Žen Čchien, S' Ja-ťie)                  | 352,56 | Severní Korea (Kim Mi-rä, Kim Kuk-hjang)                              | 336,48  | Malajsie (Čang Ťün-chung, Pandelela Rinongová)                  | 328,74 |
| MS 2019 | Čína (Lu Wej, Čang Ťia-čchi)                  | 345,24 | Malajsie (Liang Min-jü, Pandelela Rinongová)                          | 312,72  | USA (Samantha Brombergová, Katrina Youngová)                    | 304,86 |
| MS 2022 | Čína (Čchen Jü-si, Čchüan Chung-čchan)        | 368,40 | USA (Delaney Schnellová, Katrina Youngová)                            | 299,40  | Malajsie (Pandelela Rinongová, Dhabitah Sabriová)               | 298,68 |
| MS 2023 | Čína (Čchen Jü-si, Čchüan Chung-čchan)        | 369,84 | Spojené království (Andrea Spendoliniová-Sirieixová, Lois Toulsonová) | 311,76  | USA (Jessica Parrattová, Delaney Schnellová)                    | 294,42 |
| MS 2024 | Čína (Chen Yuxi Quan Hongchan )               | 362,22 | Severní Korea (Jo Jin-mi Kim Mi-rae )                                 | 320,70  | Spojené království (Andrea Spendolini-Sirieix Lois Toulsonová ) | 299,34 |